# لیندا گریس هویر آپدایک

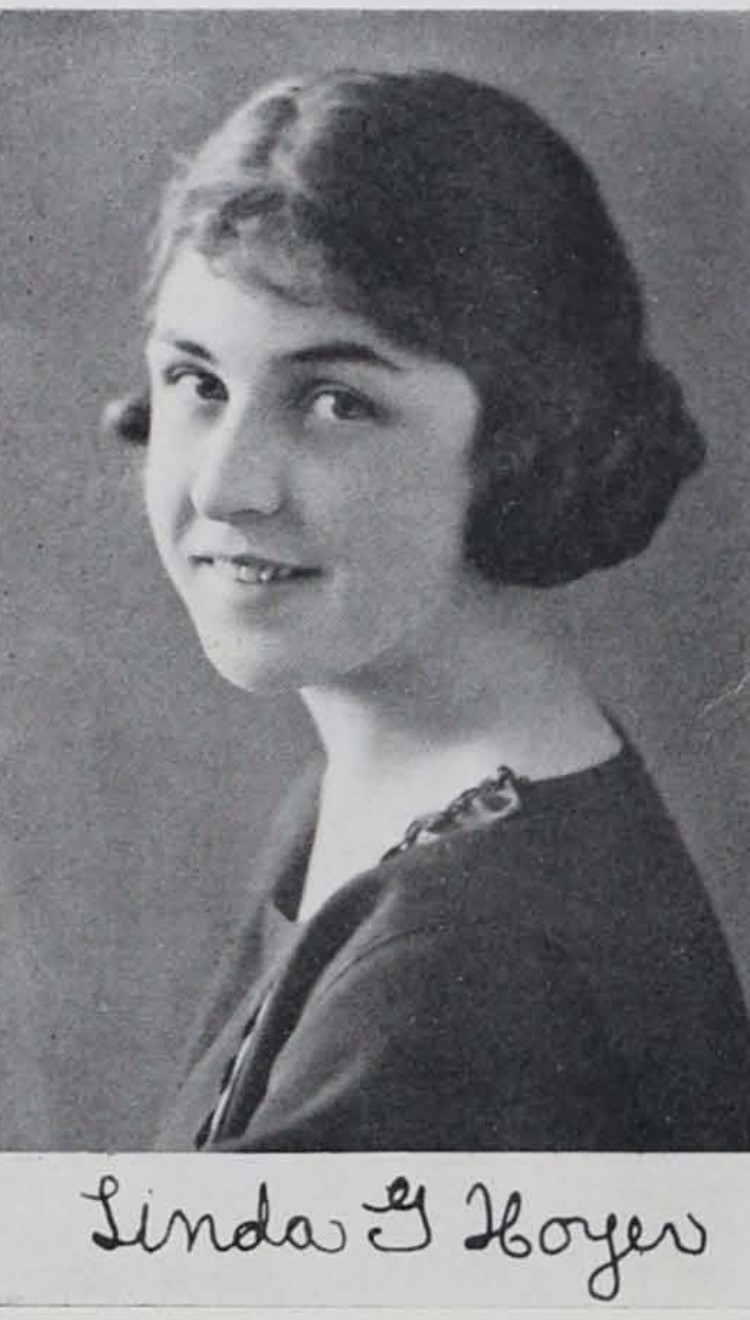
لیندا هویر آپدایک، عکس سالنامه ۱۹۲۳

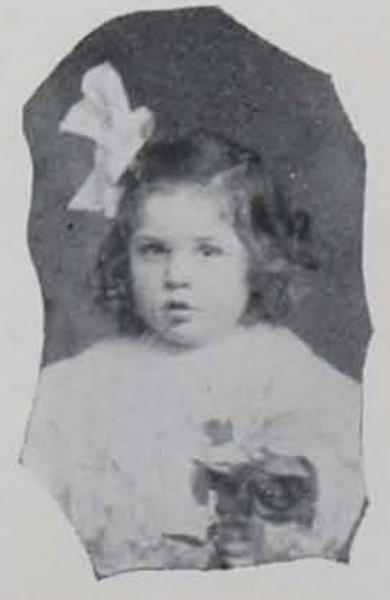
عکس کودک لیندا هویر آپدایک در سالنامه

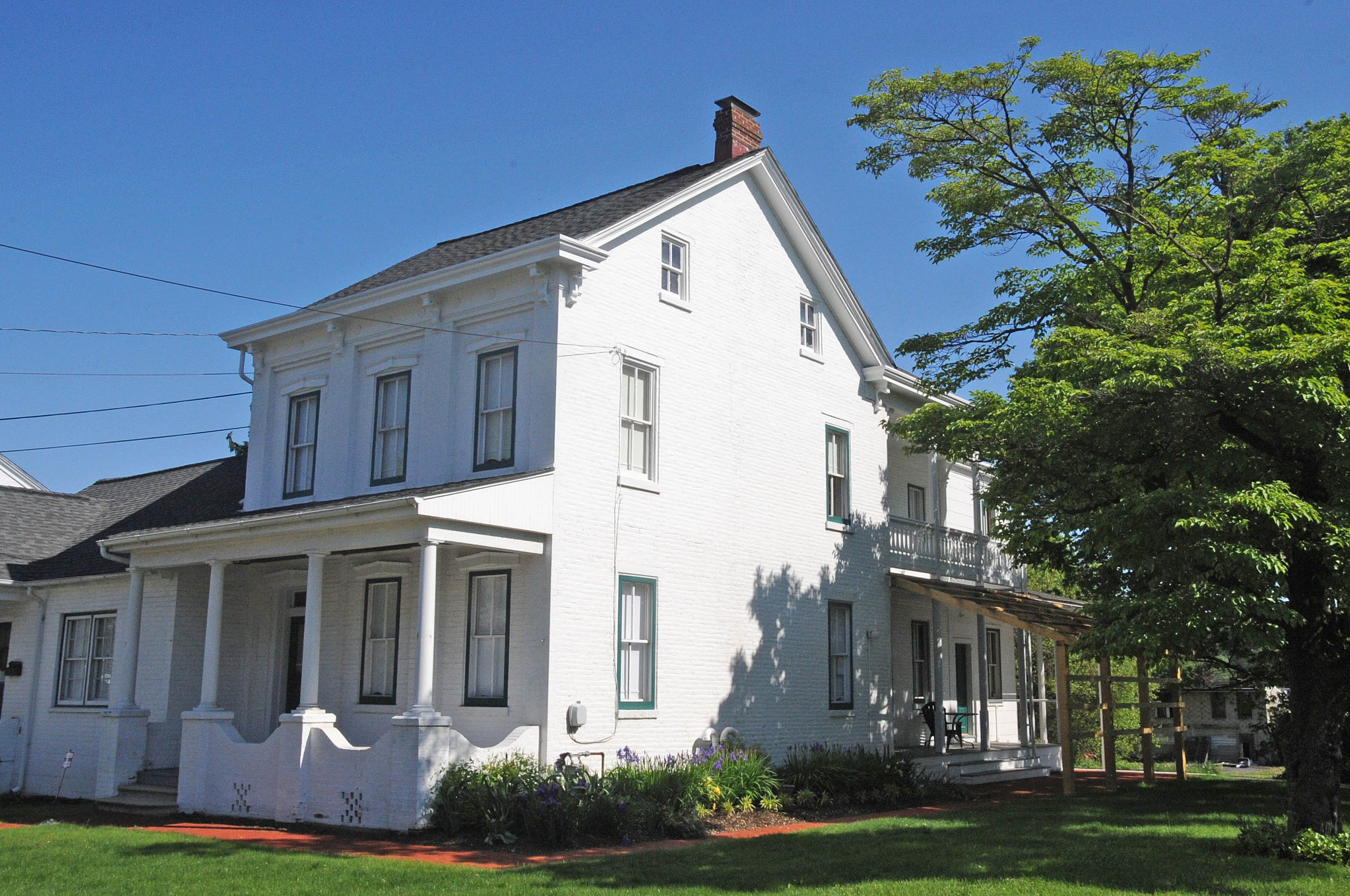
خانه او در شیلینگتون

لیندا گریس هویر آپدایک (۱۹۰۴–۱۹۸۹) نویسندهٔ آمریکایی اهل پلوویل، پنسیلوانیا بود. او مادر جان آپدایک نویسنده و مادربزرگ نویسنده دیوید آپدایک بود. لیندا آپدایک الهام‌بخش یا الگوی بسیاری از شخصیت‌ها در رمان‌های پسرش بود که از جمله آنها می‌توان به شخصیت اصلی رمان در مزرعه اشاره کرد.

## سنین جوانی و تحصیل
لیندا گریس هویر (آپدایک) در سال ۱۹۰۴ در مزرعه‌ای به مساحت ۸۳ جریب در پلوویل، پنسیلوانیا به عنوان تنها فرزند جان هویر (۱۸۶۳–۱۹۵۳) و کاترین کرامر هویر (۱۸۷۳–۱۹۵۵) به دنیا آمد. اجداد او آلمانی بودند خانواده عضو کلیسای لوتری انجیلی گریس بودند. والدین او مزرعهٔ خود را در سال ۱۹۲۱ فروختند و به خانهٔ بزرگی در شهر شیلینگتون، پنسیلوانیا، نقل مکان کردند. آپدایک از مدرسه عادی کیستون (دانشگاه کوتزتاون) فارغ‌التحصیل شد و سپس در سال ۱۹۲۳ در سن نوزده سالگی از کالج اورسینوس فارغ‌التحصیل شد و در آنجا به هاکی روی چمن علاقه داست سپس در سال ۱۹۲۴ مدرک کارشناسی ارشد ادبیات انگلیسی را از دانشگاه کرنل نیویورک دریافت کرد و در آنجا پایان‌نامه‌ای در مورد عروس لامرمور اثر والتر اسکات نوشت.

## ازدواج و تولد جان آپدایک
آپدایک در سال ۱۹۰۰ با هم‌کاسی اورسینس خود، وسلی راسل آپدایک ازدواج کرد و این ازدواج تا سال ۱۹۷۲ ادامه یافت. آنها در سال ۱۹۲۵ از این ازدواج صاحب فرزندی به نام جان شدند. وسلی آپدایک به عنوان تست‌کنندهٔ کابل در شرکت مخابراتی ای‌تی‌اندتیکار می‌کرد تا زمانی که افسردگی شدید او را از پا انداخت و بعد در شیلینگتن معلم ریاضی شد. او بارها تلاشی نافرجام در جهت چاپ داستان‌هایش کرد که این عدم موفقیت بر روی فرزندش تأثیر بسزایی داشت. آپدایک‌ها وقتی جان کودک بود، در شیلینگتن با پدر و مادر لیندا زندگی می‌کردند. در جریان جنگ جهانی دوم، آپدایک در یک شرکت پاراشوت کار کرد و پول کافی برای بازپس‌گیری مزرعه خانوادگی را جمع‌آوری کرد و علیرغم میل پسرش، در سال ۱۹۴۵ خانواده را به پلوویل برگرداند.